# Aplicació d'orientació de vot
Una aplicació d'orientació de vot és una aplicació web que ajuda els electors a trobar el candidat polític o el partit polític més proper a les seves preferències. Aquestes eines són un fenomen recent en la campanyes electorals modernes.